# El Genio. Semanario de Literatura, Artes, Teatros y Modas
El Genio fou una revista setmanal dirigida pel literat Víctor Balaguer i editada per J.M. de Grau. Va tenir una vida curta, des del 13 d’octubre de 1844 fins al 21 de desembre de l’any posterior, però va servir com a suport per què molts escriptors, tant catalans com de la resta d’Espanya, pogueren publicar les seues obres. El Genio fou un significatiu portaveu del romanticisme liberal. La seua publicació era setmanal, i s'emetia cada diumenge a preus que van anar variant amb les modificacions de la revista.
Es va inicialment presentar sota el títol complet de El Genio. Semanario de Literatura, Artes, Teatros y Modas publicado bajo la dirección de Víctor Balaguer. A partir de l’11 de maig de 1845 va passar a anomenar-se simplement El Genio. Semanario de Literatura, i posteriorment El Genio. Semanario Catalán.

## Història

### Naixement
El Genio va nàixer sota el braç d’un Víctor Balaguer de 20 anys que buscava una plataforma de difusió literària per joves escriptors. Balaguer era un gran interessat de la literatura i el món que hi havia associat a aquesta. A més, era un fort impulsor de revistes literàries. Amb l’ajuda d’alguns amics, com Josep Coll i Vehí o Joan Mañé i Flaquer, Balaguer va fer nàixer El Genio el 13 d’octubre del 1844, una revista per reproduir treballs literaris, tant en prosa com en poesia. Al voltant del setmanari va acabar formant-se un cercle literari entre tots els intel·lectuals que hi participaven. A més, a El Genio es comentaven també les novetats literàries i teatrals que es produïen.
El Genio, a més de ser un gran representant del romanticisme, recull el liberalisme imperant al període anterior a la seua creació. Malgrat això, la revista és en realitat de caràcter eclèctic, i deixa veure senyals clars de moderació conservadora.
A més, aquesta revista val a Víctor Balaguer, creador i director, per construir una imatge que necessita per adaptar-se a les noves circumstàncies de la societat catalana. La revista sencera acabarà girant entorn a ell, en una mena de joc de lloances mútues entre el director i gran part dels seus redactors.

### Sèries
Les publicacions d’El Genio estan dividides en tres sèries distintes, cada una amb unes característiques marcades i estretament lligades amb les intencions de la revista i el seu director.

#### Primera sèrie (13/10/1844 – 27/04/1845)
La revista, a aquesta primera sèrie, rep el nom d’El Genio. Semanario de Literatura, Artes, Teatros y Modas, publicado bajo la dirección de Víctor Balaguer. A aquesta primera fase, la revista es defineix com a romàntica i estableix les seues bases entre el públic.
A aquesta sèrie hi trobem la crítica a una Barcelona que és indiferent a les belles lletres. És una ciutat allunyada de la capital, de Madrid, on la literatura i l’art són respectades i propiciades; i aquest model metropolità és el que els col·laboradors d’El Genio volen per Barcelona.
Durant aquesta primera etapa es va produir la fusió de la revista amb La Mariposa, després de la crítica que des d’El Genio es va fer en nàixer aquesta, recolzant així la seua visió de la Barcelona industrial i apartada de la literatura: «Se apellida la mariposa y hay en él algunas composiciones bastante lindas. Al par que celebramos en gran manera este movimiento literario que se nota en nuestra ciudad, sentimos no obstante decir que en Barcelona, ciudad puramente fabril y comercial no se pueden sostener tres periódicos de literatura.»
La sèrie acabà el 27 d’abril del 1845 amb una edició especial que incloïa el final de les obres que estaven a mitges i que s'havien anat publicant per parts, i incloïa un índex al final que servia per ubicar tots els continguts i els seus respectius autors.

#### Segona sèrie (11/05/1845 – 26/10/1845)
L’11 de maig del 1845, després d’una setmana de descans, es publicava l’inici del segon tom d’El Genio, que va passar a anomenar-se El Genio. Semanario de Literatura. Aquesta nova sèrie s'obria amb un prospecte que anunciava els propòsits de les publicacions properes i els diferents tipus de subscripcions a la revista, amb els seus respectius avantatges.
La segona sèrie s'obria, en el primer número, amb un article editorial per part de Francesc de Paula Forns, en què explica que vol fer-se sentir, sense cap mena d’interès, enmig d’una Barcelona industrial i prosaica. Així es deixa veure que la gran crítica a la “segona capital”, tan industrialitzada i aliena a la literatura, no ha desaparegut. «El único anhelo que sentimos es ofrecer á nuestra ciudad un periódico no político, hacer oir una voz débil si se quiere, pero que enmudezca la fama hasta cierto punto verdadera de que Barcelona géneros y guarisimos, lo demas lo desprecia.»
En l’article esmentat abans el que s'intenta expressar és la intenció d’existir en l’immens cor literari d'Espanya. Els redactors busquen la professionalització, i, per aconseguir-ho, han de prodigar-se en gran manera: han d’escriure molt o, en paraules de Balaguer, s'han de convertir en “escritores al vapor”.
Seguint aquesta intenció, al número 11 es va publicar un article ofensiu envers els mals traductors de novel·les, sobretot franceses. Com que Balaguer era traductor, tractar d’enfonsar els competidors, que venien barat i no feien bon treball, podia servir-li per fer la seua labor més valuosa.
Per mostrar una imatge de professionalitat, els col·laboradors de la revista van buscar durant aquesta època projectar cap a fora una imatge de grup cohesionat, tot i que no tots els redactors presentaven ambicions literàries tan potents com les de Balaguer.
Però aquesta no era l’única estratègia de creixement de Balaguer. A El Genio es va portar a terme alhora un exercici de cooptació femenina, un apropament al bello sexo, el sexe femení. Durant aquesta segona sèrie es publica el Pensil del bello sexo, una col·lecció dirigida pel mateix Balaguer i que es venia junt amb el setmanari en cas que el consumidor ho desitgés. El director d’El Genio va saber treure profit de la curiositat que suposava la novetat de l'escriptura de les dones.
La segona sèrie acabà el dia 26 d’octubre del 1845, amb una edició especial també, com la primera, que incloïa un índex amb totes les obres publicades a aquest tom i els seus respectius autors.

#### Tercera sèrie (02/11/1845 – 21/12/1845)
Aquest tercer i últim tom va estar marcat per un caràcter catalanista evident. El setmanari passà a anomenar-se El Genio. Semanario Catalán i començà el seu prospecte, publicat el dia 2 de novembre de 1845, amb «TODO POR SU PATRIA, TODO POR CATALUÑA» i oracions com «Levantemos un pabellón de literatura provincial». Aquestes afirmacions no poden ser altra cosa que una declaració d’intencions, conseqüent amb l’augment del contingut catalanista a la revista.
Malgrat no ser nou aquest catalanisme, doncs Balaguer ja l’havia encetat amb la publicació d’”El genio catalán”, una sèrie de dotze articles en què defenia Catalunya i els catalans; durant aquest últim tom es veu fortament accentuat.
Amb aquest tom, apareix una nova publicació com a suplement d’El Genio anomenada El Ángel Exterminador, una revista satírica que es pensa pot ser la causant de la mort de la revista.
La tercera sèrie i, amb ella, El Genio en la seua totalitat acaba de manera interrompuda el dia 21 de desembre del 1845.

### Publicacions significatives
Una de les sèries més significatives de la breu història d’El Genio és la d’”El genio catalán”, que no anava signada, malgrat que es diu que pot ser atribuïda al propi Víctor Balaguer. Formada per un total de dotze peces, la sèrie d’”El genio catalán” conforma una apologia de la manera de ser i de produir-se dels catalans al llarg de la història. És un clar acte de catalanisme, que es veu accentuat durant el tercer tom de la revista.
Balaguer defèn Catalunya enfront de les acusacions deslleials i separatistes respecte a Espanya. Als propis articles s'expressa que pretenen demostrar «la lealtad de los catalanes y colocarlos en el lugar que se merecen entre las demás provincias de España». Malgrat aquest catalanisme, la revista es proclama encara apolítica i al marge de tot tipus d’assumptes governamentals.

## Relació d’El Genioamb les societats literàries i artístiques catalanes

### Societat Filomàtica de Barcelona
La Societat Filomàtica de Barcelona, creada el 1839, va nàixer amb la intenció de fomentar les activitats literàries, artístiques i científiques. El 1842, Víctor Balaguer va ser acceptat com a soci de la Societat i va passar a formar part de la Secció de Literatura.
Amb una creixent importància en la Societat, Balaguer la va vincular amb El Genio, que va utilitzar com a portaveu de l’organització. Aquesta unió es va produir a partir del gener del 1845, durant la primera sèrie de la revista.

### Sociedad Literaria de Barcelona
El novembre del mateix any, coincidint amb la tercera sèrie d’El Genio, la revista va passar a ser la portaveu de la Sociedad Literaria de Barcelona. Balaguer portarà, alhora, un projecte d’unificació entre la Sociedad Literaria de Barcelona y la de València que derivarà en la creació de la Sociedad Literaria Barcelonesa y Valenciana. Amb aquesta unió es va passar a vendre la revista de la societat valenciana El Fènix junt amb El Genio, en un intent d’unir esforços.

## Relació d’El Genioamb altres publicacions catalanes i valencianes

### La Mariposa
Al número 5 de la primera sèrie d’El Genio, a la secció de NOTICIAS VARIAS, s'explicava que a Barcelona havia nascut una nova revista literària: La Mariposa. Malgrat expressar la seua qualitat, doncs el redactor assegurava que la publicació comptava de «composiciones bastante lindas». també es defenia la idea que era inviable mantenir tres revistes literàries a la capital catalana, que era tan aliena a les arts.
D’aquesta manera, al número 7 d’aquesta mateixa sèrie, dues setmanes després, a El Genio s'anunciava que la seua redacció i la de La Mariposa s'havien annexionat i que des d’aleshores funcionarien com un únic periòdic.

### El Ángel Exterminador
Aquesta revista satírica, amb el subtítol de Periodicucho infernal, malo, asqueroso y desvergonzado però que limpia, fija y da esplendor. Redactado por tres hermanos de la buena obra, apareix el 2 de novembre de 1845 com a suplement d’El Genio i coincidirà amb la tercera sèrie d’aquesta revista.
Malgrat ser anònima i assegurar que les redaccions d’El Genio i El Ángel Exterminador eren independents l’una de l’altra, es creu que eren Balaguer, Coll i Vehí i Mañé i Flaquer els qui escrivien al suplement irònic.

### Pensil del bello sexo
Balaguer va dirigir la publicació de l’obra col·lectiva Pensil del bello sexo, editada a Barcelona el 1845. Aquest recopilatori fou anunciat, promocionat i fins i tot venut amb El Genio, ja que les seues publicacions estaven fortament lligades: compartien director i les col·laboradores del Pensil del bello sexo eren col·laboradores habituals del setmanari.

### El Fènix
Aquesta revista valenciana era la portaveu de la Sociedad Literaria Valenciana i va acabar sent venuda junt amb El Genio per poc més del preu original quan les societats valenciana i barcelonesa es van unir per formar la Sociedad Literaria Barcelonesa y Valenciana.

## Funcionament de la revista

### Estructura dels continguts
La revista contenia, a més de la portada i de la secció d’avisos que se situava al final de l’última pàgina, tres apartats.
Primerament, a El Genio podíem trobar una sèrie de produccions pròpies literàries dels redactors i col·laboradors del setmanari. Es publicaven des d’obres poètiques fins a novel·les i obres teatrals que s'emetien a la revista per parts.
Després podíem trobar la secció “TEATROS”, en què s'anunciaven i es criticaven les obres teatrals que es representaven als diferents teatres de, fins i tot, tota la península.
Seguidament, trobàvem les “NOTICIAS VARIAS”, secció en què es promocionaven contractes editorials, noves publicacions... Aquesta part de la revista era aprofitada moltes vegades per Víctor Balaguer per tal de fer publicitat de tots els seus actes. Aquesta secció, conforme la revista evoluciona, passa a anomenar-se “MISCELÁNEA” i es fusiona amb la de “TEATROS”.
Quan la revista va començar la seua vinculació amb les diferents societats literàries per les quals va funcionar com a altaveu, va aparèixer un nou apartat anomenat “SOCIEDAD LITERARIA”. En aquest s'anunciaven publicacions relacionades amb la societat i la possibilitat de compra d’aquestes obres amb el setmanari.
Al final de cada publicació hi havia també de vegades una rifa d’un llibre que es pretenia promocionar al setmanari.
Les pàgines de cada número no començaven numerant-se amb un 1, sinó que seguien per la pàgina en què havia acabat el número anterior per tal de formar un tom complet en acabar a les sèries. És a dir, si el número 1 acabava en la pàgina 12, el següent començaria en la pàgina 13; i així consecutivament fins que acabara la sèrie.

### Publicació
La revista es publicava cada diumenge, llevat de les parades que es produïren en el canvi entre diferents toms. A més, a l’inici de cada tom es publicava un prospecte que descrivia les intencions i les propostes que des de la redacció s'aplicaven a El Genio.

## Directors i editors
Malgrat ser un periòdic creat i dirigit per Víctor Balaguer, durant les seues absències, la redacció va ser encapçalada per un company proper al literat: Mañé i Flaquer. Aquest escriptor dirigia El Genio en absència de Balaguer, i va ser qui va impulsar la sortida del Ángel Exterminador.
L'editor va ser Josep Maria de Grau, un empresari barceloní que va veure ben clars els beneficis que la revista li atorgaria i va mantenir el seu lloc fins a la mort d’aquesta. Aquest mateix fou qui, el desembre de 1845, amb la mort de la revista, va presentar un gran interès en retenir-la.

## Redactors i col·laboradors
Els redactors més significatius d’El Genio eren dos amics propers de Balaguer. Un era Josep Coll i Vehí, qui, segons el propi director de la revista, va ser el millor amb qui va poder comptar El Genio. Amb ell comparteix alguns anys d’universitat i és a través d’aquests que estableixen la relació que els porta a treballar junts a la revista. Coll i Vehí escriu sota el pseudònim de Garibay.
L’altre redactor principal fou Joan Mañé i Flaquer, qui va impulsar la publicació del suplement irònic El Ángel Exterminador i qui substituïa Balaguer durant les seues nombroses absències a causa del treball.
Altre significatiu col·laborador fou Antoni de Bofarrull, amb qui Balaguer va acabar creant una forta rivalitat que va durar molt de temps.
Malgrat ser una revista barcelonina, amb el seu creixement acaben participant en ella escriptors de totes les regions d’Espanya. Entre ells, participaren personalitats con La Passionària o Zorrilla.
| PRIMERA SÈRIE                     | SEGONA SÈRIE                 | TERCERA SÈRIE                |
| --------------------------------- | ---------------------------- | ---------------------------- |
| Albuerne, José María de           | Armendi, Pilar de            | Anònims                      |
| Andueza, José María de            | Armiño, Robustiana           | Balaguer, Víctor             |
| Anònims                           | Aguiló, Tomás                | Garibay, Serafinito          |
| Armendi, Pilar de                 | Albuerne, Josè M. de         | Cataldi, P.                  |
| Balaguer, Víctor                  | Avendaño, Carrion            | Coronado, C.                 |
| Bassols, Narciso                  | Aldana, Valentin de          | Cominges, José de            |
| Bonilla, Alonso de                | Anònims                      | Fenollosa, Amalia            |
| Cambronero, Manuela               | Balaguer, Victor             | Izquierdo, José Domínguez de |
| Canalejas, José                   | Boix, V.                     | Pasionaria, La               |
| Cardeñosa, Alejandro              | Cominges, José de            | Peña, Victoria               |
| Carrasco, Carmen                  | Cea, Francisco               | Quintana, Antonio T. y la    |
| Cea, Francisco                    | Coll i Vehí, Josè            | Ruiz Aguilera, Ventura       |
| Cominges, José de                 | Cabeza, Rafael               | Sainz Pardo, Vicente         |
| Coronado, Carolina                | Carvajal, Rafael de          | Solera, Temistocle           |
| Díaz de Robles, Domingo           | Duran Varea, Andrés          | Superchi, Antonio            |
| Dot y Michans, Juan               | Forns, Francisco de Paula    |                              |
| Duran, Andrés                     | Fenollosa, Amalia            |                              |
| F., Catalina                      | Faraldo, Antolin             |                              |
| Fenollosa, Amalia                 | Freixa, Eugenio              |                              |
| Faraldo, Antolin                  | Fernandez de Córdoba, M. D.  |                              |
| Feliu de la Peña, Adolfo          | Garibay (Serafinito)         |                              |
| Forns, Francisco de Paula         | Guerrero, Teodoro            |                              |
| Garibay (Coll i Vehí)             | Grassi, Angela               |                              |
| Guerrero, Teodoro                 | Garcia y Portillo, Dionisio  |                              |
| Grassi, Angela                    | Gomez, Vicente               |                              |
| Larrosa, G. A.                    | Hernaiz, Gregorio            |                              |
| Lilith (José de Hernández Gurrea) | Larrosa, Gregorio A.         |                              |
| Llausás, J.                       | Lapez Salgado, Cipriano      |                              |
| Malibran, Manuel de               | L., F.                       |                              |
| Macedon, Basilio                  | Larrosa, B.                  |                              |
| Martínez Navarro, Carlos          | Labrador y Prados, Josè      |                              |
| Mañé y Flaquer, Juan              | Mañé y Flaquer, J.           |                              |
| Medél, Ramón                      | M. y F., A.                  |                              |
| Neyra de Mosquera, Antonio        | Maraver, Luis                |                              |
| Padrines, J.                      | Monteis, J.                  |                              |
| Pagés, J. A.                      | Medel, Ramon                 |                              |
| Peña, Victoria                    | Moscoje, Ginés de            |                              |
| Perez Valera, Hipólito            | Mas y Mateu, José            |                              |
| Quintana, Antonio T. y la         | Martinez Padin, L.           |                              |
| Retes, Francisco Luis de          | Martinez Navarro, Cárlos     |                              |
| Saez, Pablo                       | Neira de Mosquera, Antonio   |                              |
| Sainz Pardo, Vicente              | O’Crowley, Amalia            |                              |
| S. M., S. A.                      | Porcell, Andres              |                              |
| Tirte-Alfuera                     | Peña, Victoria               |                              |
| Valladares y Saavedra, Ramon de   | Peña, Pedro de A.            |                              |
| Vicetto y Perez, Benito           | Padrines, Joaquin            |                              |
| Vidarte, Juan Bautista            | Perez Varela, H.             |                              |
| Zorrilla, José de                 | Pasionaria, La               |                              |
|                                   | Quintana, Antonio T. y la    |                              |
|                                   | Rosa, Federico de la         |                              |
|                                   | Saura, Santiago              |                              |
|                                   | Sainz Pardo, V.              |                              |
|                                   | Serra, Ramon                 |                              |
|                                   | Suarez Canton, N.            |                              |
|                                   | Valladares y Saavedra, R. De |                              |
|                                   | Vicetto y Perez, Benito      |                              |
|                                   | Valeta, José                 |                              |

## Mort
El Genio va morir el 21 de desembre de 1845, en el vuité número de la tercera sèrie de la revista. Al final de l'exemplar es pot trobar una nota de Josep Maria de Grau en què explica que l’abandonament per part de Víctor Balaguer de la direcció de la revista és un dels tants causants de la seua mort. Amb aquest final que no deixa posar fi a la tercera sèrie d’El Genio, la revista de Balaguer arriba al final dels seus dies després de més d’un any de literatura a Barcelona.